# آدولف منژو
آدولف ژان منژو (به فرانسوی: Adolphe Jean Menjou) (زادهٔ ۱۸ فوریه ۱۸۹۰ در آمریکا – درگذشتهٔ ۲۹ اکتبر ۱۹۶۳) هنرپیشه شیک پوش دوران صامت و ناطق سینمای آمریکا بود. سال‌های فعالیت او از سال ۱۹۱۴ تا ۱۹۶۰ بوده‌است.

## زندگی‌نامه
وی در ۱۸۹۰ در پنسیلوانیا زاده شد و در سال ۱۹۶۳ بر اثر هپاتیت در کالیفرنیا درگذشت.
از فیلم‌های معروفش می‌توان به «سه تفنگدار» (۱۹۲۱، شیخ (۱۹۲۱ با بازی رودولف والنتینو)، زنی از پاریس (۱۹۲۳، مراکش (۱۹۳۰ با بازی مارلنه دیتریش) و ستاره‌ای متولد می‌شود (۱۹۳۷ اشاره کرد. وی یکبار هم در سال ۱۹۳۱ به خاطر بازی در فیلم سرمقاله، نامزد دریافت جایزه اسکار بهترین بازیگر نقش اول مرد شده بود.
در طی جنگ جهانی اول با درجهٔ سروانی در قسمت بیمارستان صحرایی مشغول به خدمت بود. در دوران مک کارتیسم با کمیته فعالیت‌های ضد آمریکایی برای یافتن کمونیست‌های داخل هالیوود همکاری داشت که همین امر موجب کشمکش بین او و کاترین هپبورن (که از مخالفان سرسخت برنامه مک کارتی بود) شد. به‌طوری‌که گفته شده است که در طی فیلمبرداری فیلم "State of the Union' که این دو باهم همبازی بودند، به جز سر صحنه فیلمبرداری هیچ صحبتی باهم نمی‌کردند.
یکی از نقش‌های شاخص او، بازی در نقش ژنرال فرصت طلب فرانسوی "برولار " در فیلم راه‌های افتخار (۱۹۵۷) است که جزو آخرین کارهای او نیز محسوب می‌شد.

## فیلم‌شناسی

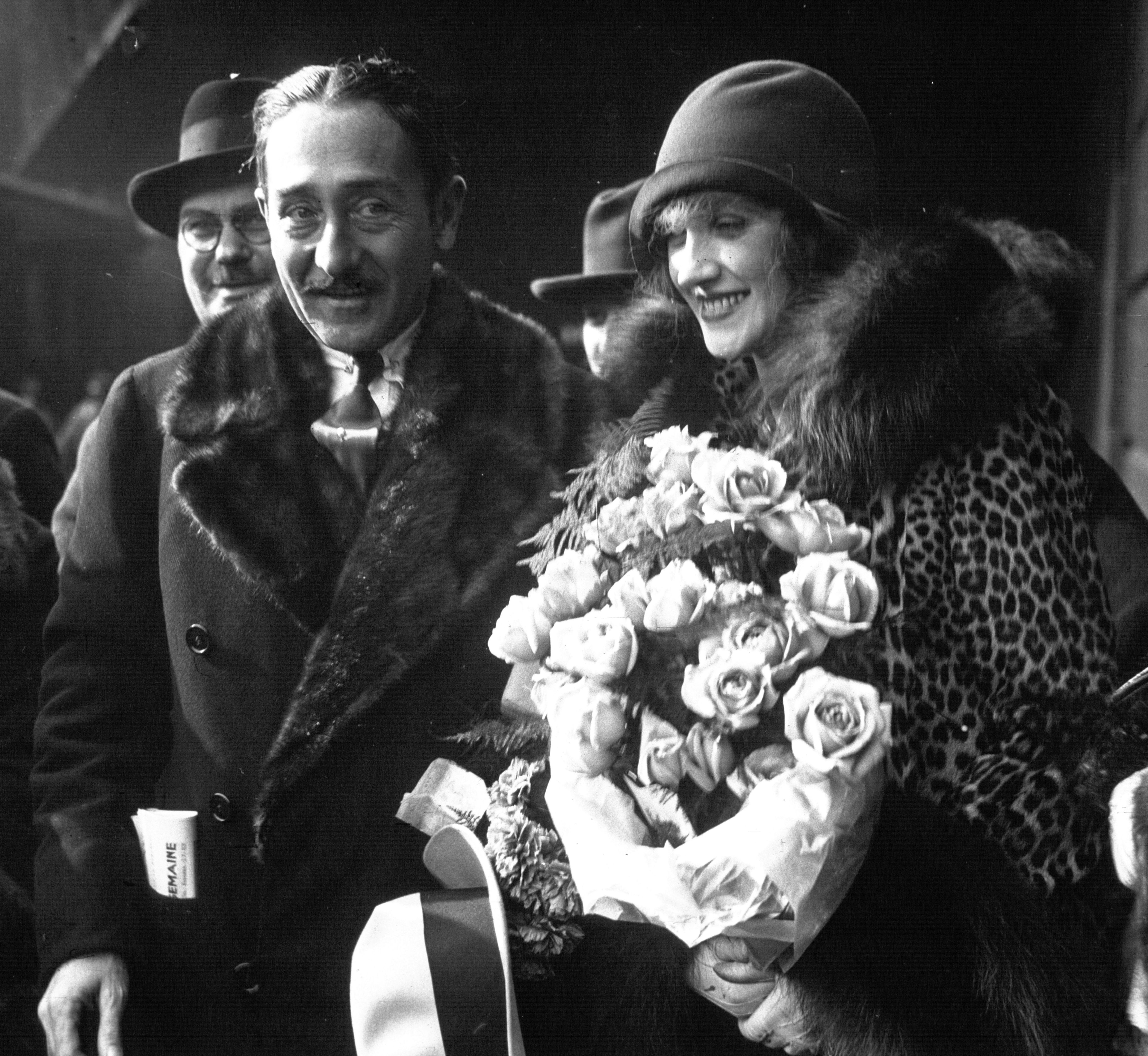
آدولف منژو و کاترین کارور (۱۹۲۸)

از جمله بهترین فیلم‌هایی که بازی کرده‌است را می‌توان آثار زیر را نام برد.
| نام فیلم             | سال تولید | نقش | توضیحات                          |
| -------------------- | --------- | --- | -------------------------------- |
| سه تفنگدار           | ۱۹۲۱      |     |                                  |
| شیخ                  | ۱۹۲۱      |     | با بازی رودولف والنتینو          |
| زن پاریسی            | ۱۹۲۳      |     | به کارگردانی چارلی چاپلین        |
| بهشت ممنوعه          | ۱۹۲۴      |     |                                  |
| مصائب شیطان          | ۱۹۲۶      |     |                                  |
| جنتلمنی در پاریس     | ۱۹۲۷      |     |                                  |
| زندگی خصوصی او       | ۱۹۲۸      |     |                                  |
| مراکش                | ۱۹۳۰      |     | با بازی مارلنه دیتریش            |
| آقای پارکز اسرارآمیز | ۱۹۳۰      |     |                                  |
| صفحه نخست            | ۱۹۳۱      |     |                                  |
| دوستان و عشاق        | ۱۹۳۲      |     | با لارنس اولیویه                 |
| ممنوع                | ۱۹۳۲      |     | با باربارا استانویک              |
| وداع با اسلحه        | ۱۹۳۲      |     | با گاری کوپر                     |
| شکوه صبح             | ۱۹۳۳      |     | با کاترین هپبورن                 |
| راه شیری             | ۱۹۳۶      |     |                                  |
| یکصد مرد و یک دختر   | ۱۹۳۷      |     |                                  |
| ستاره‌ای زاده شده است | ۱۹۳۷      |     |                                  |
| در صحنه              | ۱۹۳۷      |     | با کاترین هپبورن و جینجر راجرز   |
| مرد محبوب و موفق     | ۱۹۳۹      |     | با باربارا استانویک              |
| دختر خانه‌دار         | ۱۹۳۹      |     |                                  |
| تپش قلب              | ۱۹۴۶      |     |                                  |
| دوره گردها           | ۱۹۴۷      |     |                                  |
| رؤیای من مال توست    | ۱۹۴۹      |     |                                  |
| راضی کردن یک خانم    | ۱۹۵۰      |     | با کلارک گیبل و باربارا استانویک |
| در پهنه وسیع میسوری  | ۱۹۵۱      |     |                                  |
| تک‌تیرانداز           | ۱۹۵۲      |     |                                  |
| راه‌های افتخار        | ۱۹۵۷      |     |                                  |
| پولیانا              | ۱۹۶۰      |     |                                  |